# Hedne, Davanagere
Hedne là một làng thuộc tehsil Davanagere, huyện Davanagere, bang Karnataka, Ấn Độ.